# Bintan
Pour l’article homonyme, voir Kabupaten de Bintan.

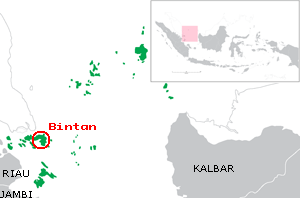
Situation de Bintan dans les îles Riau.

L'île de Bintan, surnommée Negeri Segantang Lada (« le pays d'une mesure de poivre » en malais), fait partie de la province indonésienne des îles Riau, et est la plus grande des quelque 3 200 de cet ensemble. Sa superficie est de 1 866 km2 et sa population d'environ 200 000 habitants. Sa capitale est Tanjungpinang, dans le sud-ouest de l'île.
Bintan est située à 48 km au sud-est de Singapour.

## Histoire

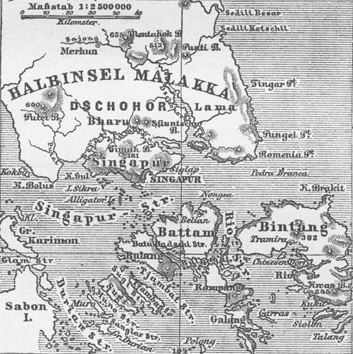
Carte allemande de Bintan, Batam, Singapour et du sud de l'état malaisien de Johor en 1888

Lorsqu'en 1511, Afonso de Albuquerque, vice-roi des Indes portugaises, prend Malacca, le sultan Mahmud Shah se réfugie d'abord à Bintan, dont il fait une base de résistance. Les Portugais prennent finalement la place forte en 1526. Mahmud Shah se réfugie sur la péninsule Malaise où il fonde une nouvelle capitale qui deviendra Johor.
En 1722, en récompense d'une intervention de troupes bugis de Sulawesi du Sud qui repoussent une attaque de Minangkabau de Sumatra occidental, le sultan de Johor nomme leur chef Yamtuan Muda, c'est-à-dire vice-roi. Bintan redevient la capitale de Johor.
Avec les Bugis, Bintan devient un prospère entrepôt commercial, attirant des marchands de la région, indiens, chinois et européens, à l'instar de Malacca trois siècles plus tôt. Riau possède d'importantes plantations de poivre et de gambier, une plante médicinale. Les Bugis utilisent les rejets du raffinage du gambier comme engrais pour les plants de poivre. En 1784, on compte 10 000 ouvriers venus du sud de la Chine travailler dans les plantations de gambier de Bintan.
Cette prospérité de Bintan attise la convoitise des Européen. Les Anglais, qui contrôlaient déjà Penang, cherchaient un nouvel établissement plus au sud dans le détroit de Malacca, afin de contenir l'expansion hollandaise, et voyaient en Bintan un emplacement  possible.
Les Hollandais, de leur côté, supportaient mal la concurrence de Bintan. À la fin du XVIIIe siècle, ils attaquent l'île et en prennent le contrôle, mettant fin à sa suprématie dans le commerce régional. Bintan périclite comme port de commerce mais devient un centre important pour la culture malaise, avec la construction d'un nouveau palais sur l'île voisine de Penyengat.

## Tourisme

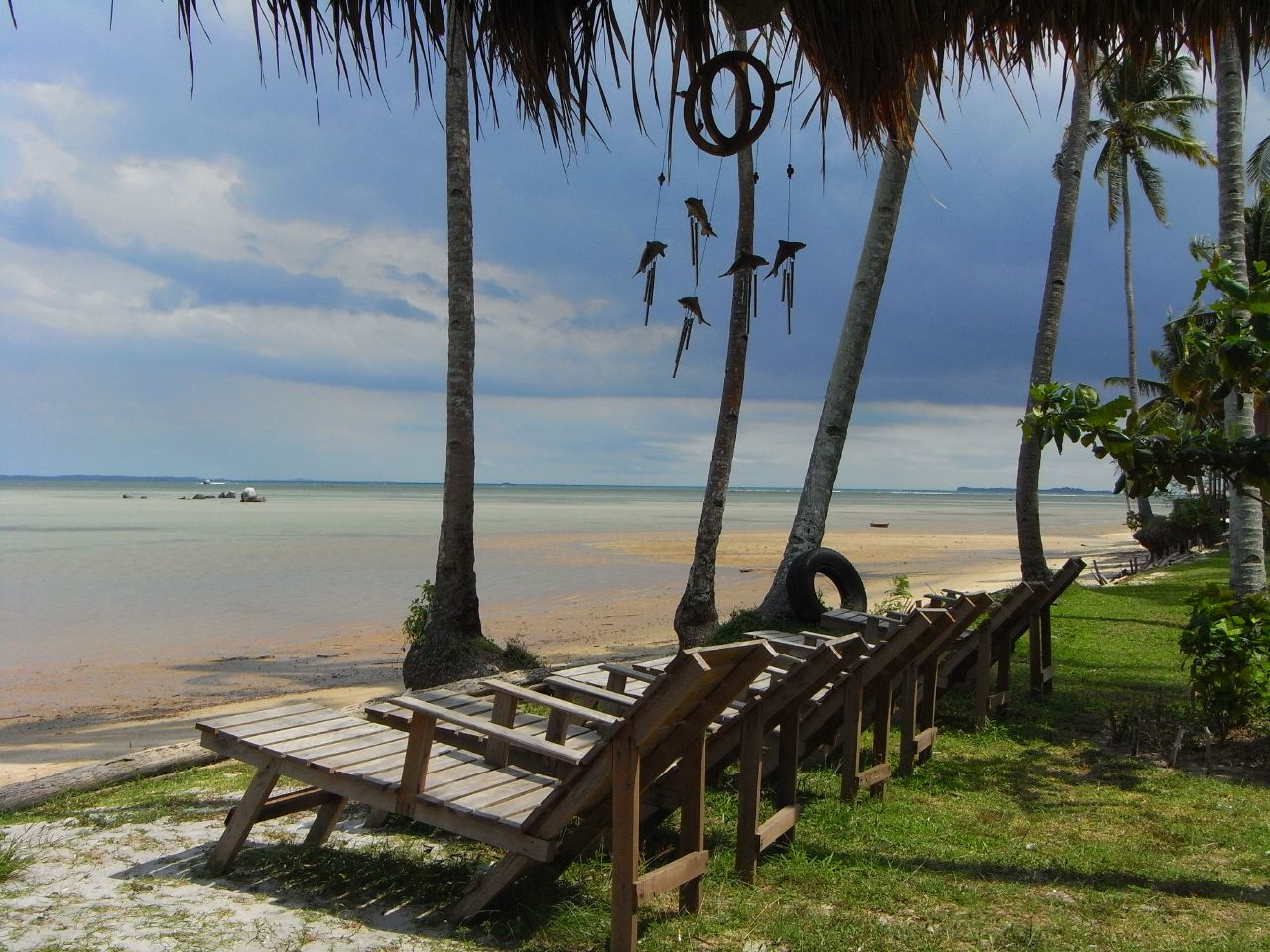
Une plage de Bintan

Un aéroport privé va être construit sur Bintan pour faciliter l'accès aux touristes, aussi bien indonésiens qu'étrangers. Il devrait entrer en service fin 2015. Il disposera d'une piste de 2 500 mètres et pourra recevoir des appareils du type Boeing 737 et Airbus A320. Les marchés visés à l'étranger sont la Chine, la Corée du Sud, l'Inde et le Japon, dont les touristes n'auront ainsi plus besoin de transit par Singapour. Bintan devrait également être relié à Denpasar, Jakarta, Makassar, Medan et Surabaya.